# Mariane Bitran

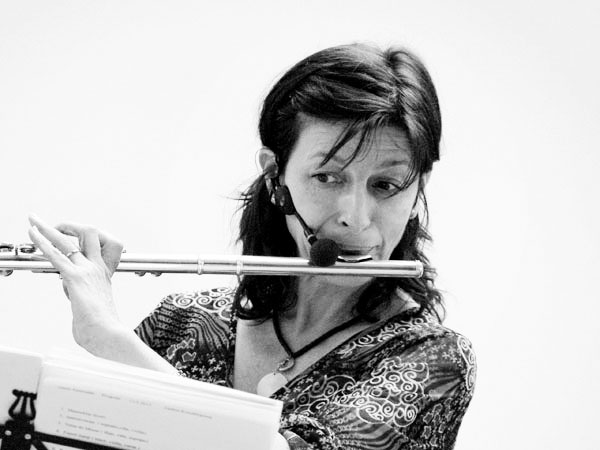
Mariane Bitran (2012)

Mariane Bitran (* 1961 in Paris) ist eine französische Musikerin des Creative Jazz (Flöte, Komposition).
Bitran lernte ab dem neunten Lebensjahr Querflöte. Sie studierte klassische Flöte am Konservatorium in Saint-Maur-des-Fossés bei Regis Calle und Raymond Guyot und am CNR Paris, wo sie 1980 mit dem ersten Preis abschloss. Bereits 1974 hatte sie über Eric Dolphy und Return to Forever auch zum Jazz gefunden. 1981 begann sie als Berufsmusikerin zu arbeiten; 1998 zog sie nach Dänemark. Sie arbeitete mit ihrem eigenen Quintett All One, das aus dänischen und französischen Musikern besteht. Weiterhin leitete sie gemeinsam mit der Pianistin Makiko Hirabayashi das Quintett Grey to Blue mit Bob Rockwell.
Daneben arbeitete sie in den Bands von Pernille Bévort und Peter Danstrup, im Duo mit der Sängerin Nina Björk Eliason sowie im Copenhagen Art Ensemble, der Bejboom/Kroner Big Band und mit Alain Apaloo i duo. Weiter nahm sie Alben mit Chassol, dem Quintett von Louis und François Moutin, dem Arnold Ludvig Sextet, mit Alain Apaloo's Api Pipo mit Kurt Rosenwinkel, Nenê, Bojan Z, dem Zoomtop Orchestra von Bertrand Renaudin, dem Paris Flute Orchestra und mit Simon Spang-Hanssen auf, mit dem sie auch 2011, 2012 und 2014 in Brasilien tourte.

## Diskographische Hinweise
- A Place for You (Stunt, 2003, mit Poul Reimann, Thomas Fonnesbæk, Anders Mogensen)
- All One (Stunt, 2006, mit Rasmus Ehlers, Olivier Cahours, Thomas Fonnesbæk, Christophe Lavergne sowie Alain Dodji Apaloo, Dawda Jobarteh)
- Grey to Blue Mariane Bitran/Makiko Hirabayashi (Stunt, 2008, mit Bob Rockwell, Erik Olevik, Morten Lund)
- Iceland, Voyages Arnold Ludvig Sextet. HJF 446 Tutl Records, HJF 146 Tutl Records.[1]
- Sacrified, Peter Danstrup. Ilk260CD[2]
- Speaking To The Wind, Simon Spang-Hanssen & Cafe Central. Alisio Music ALCD012.
- Back To Earth, Simon Spang-Hanssen & Cafe Central. Alisio Music AbertLCD009
- Flood Gate Alain Apaloo Api Pipo, feat. Kurt Rosenwinkel. Stucd09092. World Music Award "Album of the year 2009"
- Nunya Alain Apaloo's Api Pipo, feat. Kurt Rosenwinkel
- Which Craft, Pernille Bevort's Radio Bevort, BEVORTCD04
- Parcours, Louis et François Moutin, Blue Line VB056CD
- Bird in Space Simon Spang-Hanssen & Grupo Alisio Music ALCD 005
- Enregistrement Public, Bertrand Renaudin & Zoomtop Orchestra, mit Richard Bona, Live at Paris Jazz Festival, Parc Floral. CC prod. 987616
- Caminho Da Lua[3]
- Novelli – Canções Brasileiras. mit Nene, Richard Galliano, Denis Leloup, Michel Grailler, Label Maracatu – MAR001 Vinyl, LP, Album
- South Of Nowhere, Simon Spang-Hanssen & Central Earth, SPCD001
- Cina Das Ciganas, Les Etoiles Label: Celluloid – CEL 6747
- Live in Copenhagen Jazzhouse, Simon Spang-Hanssen & Central Earth Music Mecca CD 4048-2
- Wondering, Simon Spang-Hanssen, mit Marilyn Mazur, Ole Theill, label: Da Capo